# جائزة بلجيكا الكبرى
جائزة بلجيكا الكبرى ( الهولندي : Grote Prijs van België ؛ الفرنسية : Grand Prix de Belgique ؛ الألمانية : Großer Preis von Belgien ) هو سباق سيارات ، جزء من بطولة العالم للفورمولا ون . أقيم السباق الوطني الأول لبلجيكا في عام 1925 في مسار السباق في منطقة سبه، وهي منطقة من البلاد ارتبطت برياضة السيارات منذ السنوات الأولى من السباق. لاستيعاب سباق الجائزة الكبرى للسيارات ، تم بناء مضمار سباق حلبة دي سبا فرانكورشومب في عام 1921 ولكن حتى عام 1924 كان يستخدم فقط لسباق الدراجات النارية. بعد النجاح الذي حققته عام 1923 لمدة 24 ساعة جديدة في لومان في فرنسا ، تم تشغيل سبا 24 ساعة ، وهو سباق تحمل مماثل لمدة 24 ساعة ، في مسار السبا.

## روابط خارجية
- الموقع الرسمي للسباق البلجيكي للفورمولا 1